# Muur van Romulus
De Muur van Romulus (Latijn:Murus Romuli) is de naam voor de oudste verdedigingsmuur van Rome, die de nederzetting op de Palatijn beschermde. Ook de oudste muren op de Capitolijn worden wel tot de Muur van Romulus gerekend. 
Volgens de overlevering stichtte Romulus Rome in 753 v.Chr. en bouwde een muur om de stad, wat destijds niet meer was dan een kleine nederzetting op de Palatijn. Romulus wordt tegenwoordig beschouwd als een puur mythisch figuur, maar de eerste nederzettingen verschenen wel in de 8e eeuw v.Chr. op de heuvels van Rome. Deze nederzettingen bestonden uit simpele hutten. Om de dorpjes op in ieder geval de Palatijn en de Capitolijn te beveiligen tegen aanvallen van vijandige stammen werd een muur van op elkaar gestapelde stenen gebouwd op de top van beide heuvels. 
In 1988 werden op de noordelijke helling van de Palatijn de restanten gevonden van wat vermoedelijk de verdedigingsmuur van de oudste nederzetting op de Palatijn was. Op de Capitolijn zijn nog restanten zichtbaar van de oude muur die daar werd gebouwd om het Capitolium, de zuidelijke heuveltop.